# حسين بشروئي

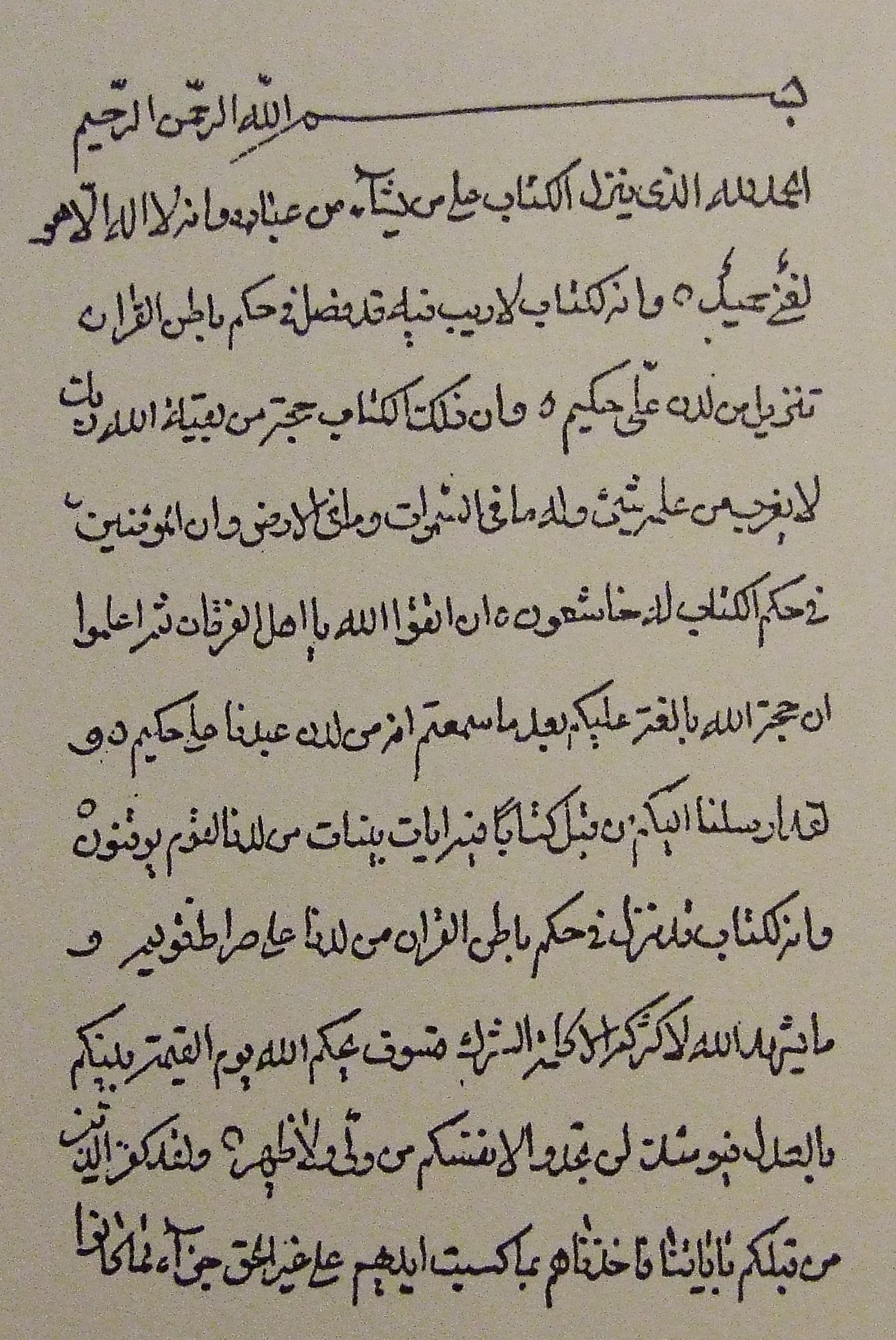
إحدى كتابات الباب، مكتوبة بخط الملا حسين بشروئي

الملا حسين بشروئي (1813 - 1849) هو أحد الشخصيات المهمة في البهائية، حيث أنه أول من آمن بالدعوة البابية التي ظهرت على يد علي بن محمد رضا الشيرازي، ولذلك لقب بـ”باب الباب“.
وكان قبل ذلك من تلاميذ الشيخ أحمد بن زين الدين الأحسائي مؤسس المدرسة الشيخية التي كانت تبشر بقرب مجيء المهدي. وتنقل المصادر البهائية بعد وفاة الأحسائي ومن بعده وصيه كاظم الرشتي، انعزل الملا حسين لمدة أربعين يوما في أحد المساجد قضاها في الصوم والصلاة قرر بعدها أن يتوجه إلى مدينة شيراز في إيران حيث التقى في أمسية وصوله لها، بشاب أظهر له تلك الليلة بأن العلامات والشروط التي كان الملا حسين يبحث عنها كعلامات ودلائل الموعود كانت قد اجتمعت بشخص هذا الشاب. وكان إيمان الملا حسين ليلة الخامس من جمادى الأولى سنة 1260 هـ (23 مايو 1844). وأصبحت ذكرى هذه الليلة ويوم إعلان دعوة الباب أحد الأعياد البهائية الرسمية في الوقت الحاضر. وطلب الباب من الملا حسين أن لا يفصح عن هذا اللقاء لأي شخص إلى أن يؤمن به سبعة عشر شخصاً آخرين بنفسهم دون أن يدلهم أحد عليه. وسمي هؤلاء الثمانية عشر الأوائل الذين آمنوا بالباب بـ «حروف الحي».
قضى الملا حسين السنوات الخمس الباقية من عمره في نشر دعوة الباب وتعاليمه في العديد من مدن إيران رغم المواجهة الشديدة والاضطهاد الذي تعرض له إلى أن لقى مصرعه يوم 2 فبراير 1849. خلال معركة قلعة الشيخ طبرسي [الإنجليزية] الذي دام من أكتوبر 1848 إلى مايو 1849. حيث دافع 313 شخصاً من البابيين عن نفسهم ضد قوات شاه إيران.

## وصلات خارجية
- مقاطع من كتاب الإيقان تتضمن ترجمة بسيطة لملا حسين بشروئي

### معلومات
1. ↑  الشيخية هي مدرسة فكرية شيعية إثني عشرية، أوجدها أحمد بن زين الدين الأحسائي، وليست مذهباً أو طائفة مستقلة عن التشيع.
2. ↑  يعتقد الشيعة الإثني عشرية بولادة المهدي، وأنه لا يزال حياً، وسيظهر ليصلح الأرض. وقد ظهر علي بن محمد رضا الشيرازي الذي قال أنَّه المهدي وأنه ”الباب لمن يظهره الله“.